# 2023年5月希腊议会选举
2023年5月希腊议会选举是2023年5月21日舉行的希腊议会提前选举。

## 背景
2023年2月8日，希腊議會投票禁止名義上或實際上由罪犯領導的政黨參加選舉，這一條款被认为是针对国家党-希腊人。由于议会对该法案产生争议，4月22日總理基里亞科斯·米佐塔基斯拜會總統卡特琳娜·薩克拉羅普盧 ，要求解散议会以解决重要的國家問題，根据宪法新的议会选举日期定在议会解散后30日内的5月21日。本次选举許多政黨，其中大部分是極右翼，由於法律或行政原因而被禁止參加選舉。

## 选举制度
2016年，在激进左翼联盟主导下希腊通过新的選舉法，并定于新的選舉法通过后第二次选举实施，也就是2023年5月希腊议会选举，根据2016年通过的选举法，希腊将结束实施30年的多數獎勵制度，虽然让选举结果较为公平，但是难以产生在议会得到过半席次的政党。
虽然2019年选举后，一直支持多數獎勵的新民主黨上台後，随即在2020年修改選舉法恢复多數獎勵制度，但是新方案没有获得绝对多数的比例支持，必须待通过后的第二次选举才能实施。因此2023年5月希腊议会选举是1974年希腊民主化以来首次，也是唯一一次没有多數獎勵制度的选举，所有议员均由比例代表制选出，并设有3%的選舉門檻。
另外在這次選舉中，由於法律限制，只有22,857名希臘僑民登記為選民，遠低於預期。理論上希腊规定強制投票，公民将自動登記为選民，但是实际上對那些不投票的人沒有執行任何處罰。

## 民调

2023年5月希臘議會選舉民调趋势

## 结果
總理基里亞科斯·米佐塔基斯領導的中右翼新民主黨擊敗了主要競爭對手，得票数出乎意料地增加，但未能獲得过半多數。
| 政党                           | 政党                  | 票数      | %      | 席数 | +/– |
| ------------------------------ | --------------------- | --------- | ------ | ---- | --- |
|                                | 新民主黨              | 2,407,750 | 40.79  | 146  | –12 |
|                                | 激进左翼联盟—进步联盟 | 1,184,621 | 20.07  | 71   | –15 |
|                                | 泛希社运—争取变革运动 | 676,165   | 11.46  | 41   | +19 |
|                                | 希臘共產黨            | 426,628   | 7.23   | 26   | +11 |
|                                | 希腊方案              | 262,498   | 4.45   | 16   | +6  |
|                                | 其他                  | 945,101   | 16.01  | 0    | -   |
| 总共                           | 总共                  | 5,902,763 | 100.00 | 300  | 0   |
|                                |                       |           |        |      |     |
| 有效票数                       | 有效票数              | 5,902,763 | 97.39  |      |     |
| 无效票数                       | 无效票数              | 123,318   | 2.03   |      |     |
| 空白票数                       | 空白票数              | 34,959    | 0.58   |      |     |
| 总票数                         | 总票数                | 6,061,040 | 100.00 |      |     |
| 已登记选民／投票率             | 已登记选民／投票率    | 9,919,115 | 61.10  |      |     |
| 资料来源：Ministry of Interior |                       |           |        |      |     |

## 后续
新民主黨虽然获胜但是未能獲得过半多數，米佐塔基斯宣布獲勝后，並表示他將在6月再次舉行提前選舉，以寻求过半多數，组建单一政府。5月24日，根據希臘憲法要求，總統卡特琳娜任命揚尼斯·薩爾馬斯為臨時看守總理。
6月举行的提前選舉，将适用2020年的新选举法，届时得票最多且得票率达到25%的政黨将额外获得20個額外席位，如果得票率超过25%，每多0.5%增加一個額外席位，最多可以额外获得50個席位，对于支持率最高的新民主黨有极大好处。